# Neuägeri
Neuägeri ist ein Weiler, der mehrheitlich zur Gemeinde Unterägeri im Schweizer Kanton Zug gehört.
Der Ort liegt zwischen dem Zugerberg und dem Gubel, ist von Wald umgeben, und die Sonne erreicht ihn wegen der Tallage nur verhältnismässig wenige Stunden am Tag. Strassenverbindungen bestehen zum Hauptort Unterägeri, zu den Nachbardörfern Allenwinden und Menzingen sowie zur Stadt Zug.
Die Lorze, welche aus dem Ägerisee in den Zugersee fliesst, verläuft in Neuägeri unter der Kreuzung beim Gasthaus Schmidtli.
Koordinaten: 47° 9′ 5″ N, 8° 33′ 48″ O; CH1903: 685297 / 222879